# Pseudoleucania leucaniiformis
Pseudoleucania leucaniiformis là một loài bướm đêm thuộc họ Noctuidae. Nó được tìm thấy ở Biobío và vùng Araucanías của Chile, Bolivia và San José và Tucumán in Argentina.
Sải cánh dài 32–35 mm. Con trưởng thành bay từ tháng 12 đến tháng 1.